# Regne de Grècia
El Regne de Grècia (grec: Βασίλειον τῆς Ἑλλάδος, transliterat: Vasíleion tīs Elládos) va ser un estat creat el 1832 a la Convenció de Londres per les Grans Potències (el Regne Unit, França i l'Imperi Rus). Va ser reconegut internacionalment pel Tractat de Constantinoble, on se li assegurà la plena independència de l'Imperi Otomà, marcant el naixement del primer estat grec totalment independent des de les darreres restes de l'Imperi Romà d'Orient als otomans a mitjans del segle xv. Va ser succeïda pels governs provisionals grecs de la Guerra de la Independència Grega i acabà el 1924, quan s'abolí la monarquia i es declarà la Segona República Hel·lènica. El Regne va ser restaurat el 1935, estenent-se el 1974, quan, després de la dictadura militar de 7 anys, l'actual Tercera República va néixer.

## Casa de Wittelsbach
Els grecs s'havien alçat contra l'Imperi Otomà el 1821, iniciant una lluita que s'estengué fins al 1829. Des del 1828, Grècia havia estat comandada pel comte John Capodistria, però des del seu assassinat el 1831, el país caigué en una guerra civil. En aquest moment, les Grans Potències decidiren aturar-ho i fer un regne de Grècia. En la Conferència de Londres de 1832, el Regne Unit, França i Rússia (les grans potències d'aquell moment), van oferir el tron grec al Príncep Otó de Baviera, de només 17 anys, de la dinastia de Wittelsbach, que esdevingué el primer Rei de Grècia. Otó era menor d'edat quan va arribar a Grècia, i per tant, fins al 1835 un Consell de Regents governà en nom seu. El 1835, Otó inicià un període de monarquia absoluta, durant el qual trià un conseller (normalment bavarès) per servir com a President del Consell d'Estat. A vegades, ell mateix va ser el seu propi Conseller en Cap.

## La revolució del 3 de setembre de 1843
El 1843, el desafecte cap a Otó i la Bavarocràcia arribà a un punt extrem, i el poble comença a demanar una constitució. Inicialment Otó rebutjà donar una constitució, però tan aviat com les tropes alemanyes van abandonar el regne, va tenir lloc un cop militar. El 3 de setembre de 1943, la infanteria, comandada pel coronel Dimitrios Kallergis i pel respectat capità de la Revolució Ioannis Makriyannis es reuní a la plaça del davant del palau d'Atenes. Els revolucionaris rebutjaren dispersar-se fins que el rei acceptés concedir una constitució, que requeriria que hi hagués grecs al consell, convertint-se en una assemblea nacional, i que el rei Otó agrairia personalment als caps de l'alçament. El rei Otó cedí a les pressions i acceptà les demandes.

## Casa de Glücksburg

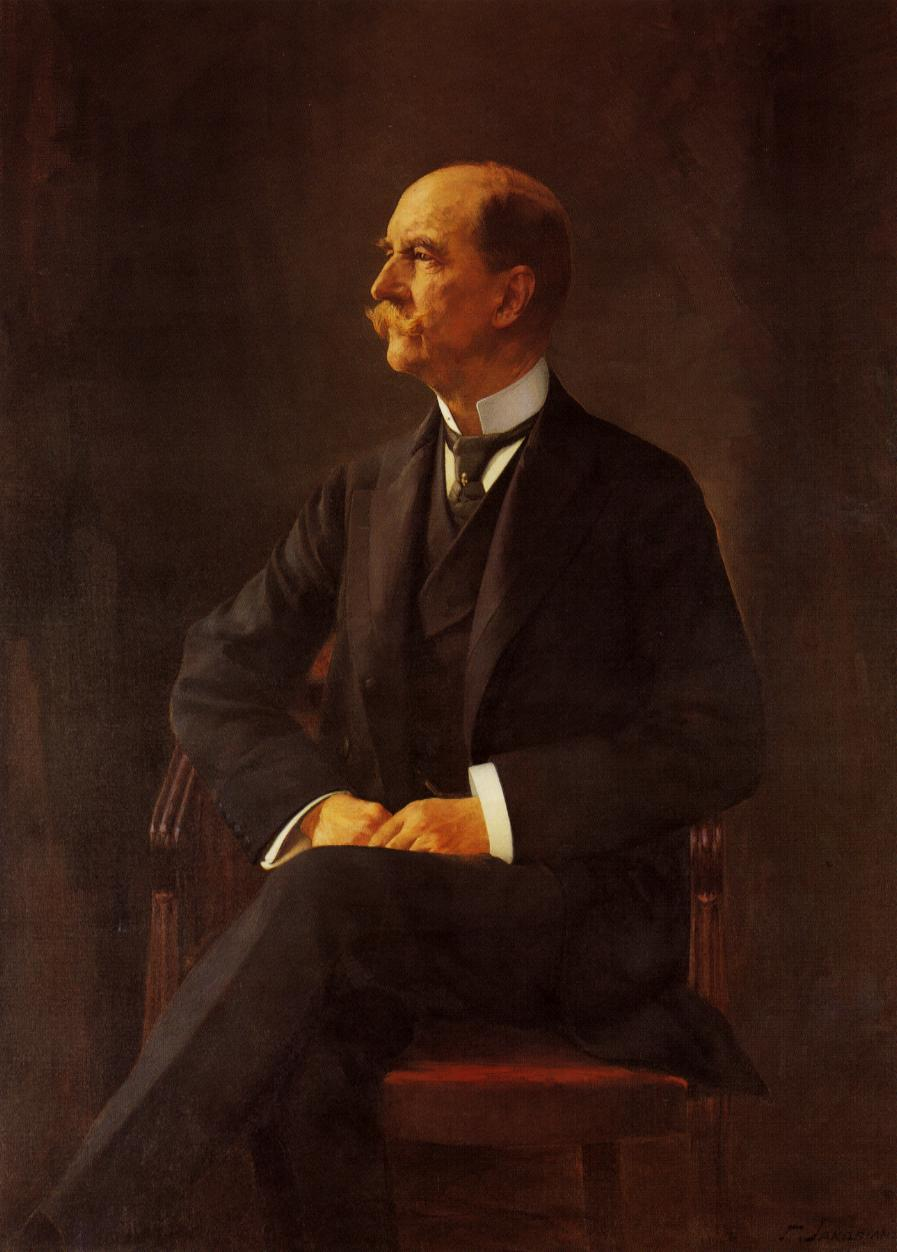
Jordi I, rei dels Hel·lènics

Després del rei Otó fos desposseït del tron el 1862, el Príncep Guillem de Dinamarca, de només 17 anys, va ser escollit per ocupar el tron grec, encapçalant una monarquia constitucional com Jordi I de Grècia. Regnà durant 50 anys, i el seu regnat és recordat per expandir les fronteres de Grècia: el 1878 declarà la guerra a l'Imperi Otomà i Gran Bretanya cedí les illes Jòniques, el seu progrés econòmic i l'acceptació del concepte que el govern havia d'estar encapçalat pel cap del partit que hagués rebut més vots en les eleccions anteriors, i no pas pel ministre favorit del rei. No obstant això, el rei Jordi I es mostrà políticament actiu. Va ser assassinat el 1913 a Tessalònica, que feia poc que havia estat incorporada a Grècia com a resultes de la victòria de la Lliga dels Balcans (de la que Grècia formava part) en la Primera Guerra dels Balcans.
El rei Jordi I va ser succeït pel seu fill, el Rei Constantí I, qui s'havia distingit com a capitost. Havia estat educat a Alemanya, i es casà amb Sofia, la filla del Kàiser Frederic III de Prússia. Constantí va ser vist com a proalemany, en oposició al suport de Elevthérios Venizelos a la Triple Entente. Finalment, el rei va mantenir Grècia com a neutral en la I Guerra Mundial. Els aliats van donar suport a Venizelos i, després d'un període conegut com el Cisma Nacional, on s'establiren governs diferents a Atenes i a Tessalònica, Grècia s'uní a l'Entente i el rei Constantí va ser forçat a abdicar en favor del seu fill Alexandre el 1917. Grècia va ser recompensada pel seu suport amb territoris a l'Àsia Menor, incloent Esmirna. El rei Alexandre va morir el 1920 després que un mico el mossegués i el seu pare tornà com a rei. Després del desastre a la Guerra Grecoturca, el rei Constantí tornà a ser deposat i va morir a l'exili de Sicília.
El rei Constantí va ser succeït pel seu fill, el rei Jordi II, que abandonà el país el 1924 després de la proclamació de la Segona República Hel·lènica. El 1935, un cop d'estat encapçalat pel general Georgios Kondilis abolí la república, preparant un plebiscit que aprovà la restauració de la monarquia. El Rei Jordi II tornà al país, amb el suport actiu del Règim dictatorial de Metaxas. Durant la invasió alemanya de Grècia el 1941, abandonà el país juntament amb el govern primer cap a Creta i després cap a Egipte, d'on tornà el 1946 i regnant fins a la seva mort el 1947.
El rei Jordi va ser succeït pel seu germà, el Rei Pau, que regnà entre 1947 i la seva mort el 1964. El seu fill, rei Constantí II va ser rei fins que hagué d'exiliar-se després d'un fracassat cop d'estat contra la junta militar al desembre de 1967. La Junta nomenà un regent il·legal en comptes del Rei, i portà a terme un plebiscit curosament controlat el 1973, que va conduir a l'eliminació il·legal de la monarquia. Georgios Papadópulos esdevingué el nou President de Grècia l'1 de juny de 1973.
El govern de la Junta finalitzà definitivament l'any següent, però el rei Constantí II ja no va ser restaurat al tron. La seva restauració va ser finalment decidida en un nou plebiscit al desembre de 1974, on el 69% dels grecs votaren per l'abolició final de la monarquia.

## Llista de reis de Grècia
- Rei Otto - 6 de febrer de 1833 – 23 d'octubre de 1862
- Rei Jordi I – 30 de març de 1863 – 18 de març de 1913
- Rei Constantí I - 18 de març de 1913 - 11 de juny de 1917 i 19 de desembre de 1920 - 27 de setembre de 1922
- Rei Alexander - 11 de juny de 1917 - 25 d'octubre de 1920
- Rei Jordi II - 27 de setembre de 1922 - 25 de març 1924 i 3 de novembre de 1935 – 1 d'abril de 1947
- Rei Pau - 1 d'abril de 1947 - 6 de març de 1964
- Rei Constantí II - 6 de març de 1964 - 1 de juny de 1973

Nota: Les dates són les de regnat.

## Hereu
Durant el regnat, el príncep hereu usava el títol de Diadochos, únic com el de delfí a França (però sense estar enllaçat a cap territori). Durant la dinastia Glücksburg, el príncep hereu també usava el títol de duc d'Esparta.